# Лудвиг V фон Йотинген
Лудвиг V фон Йотинген (на немски: Ludwig V von Oettingen; * ок. 1240/1245 в Йотинген; † 9 ноември 1313) е граф на Йотинген в Швабия, Бавария.
Той е син на граф Лудвиг III фон Йотинген († 1279) и втората му съпруга графиня Аделхайд фон Хиршберг († 1274), дъщеря на граф Гебхард V (I) фон Хиршберг и Агнес Матилда фон Вюртемберг.

## Фамилия
Лудвиг V фон Йотинген се жени пр. 28 юли 1263 г. за бургграфиня Мария фон Цолерн-Нюрнберг (* ок. 1249; † пр. 28 март 1299), дъщеря на бургграф Фридрих III фон Нюрнберг († 1297) и Елизабет фон Андекс-Мерания († 1272), дъщеря и наследник на херцог Ото I († 1234) от Андекска династия. Те имат децата:
- Лудвиг VI (* пр. 1288, † 29 септември 1346 във Вайтра), граф на Йотинген, женен I. пр. 3 март 1313 г. за Агнес фон Вюртемберг († 18 януари 1317), II. на 26 април 1319 г. в Баден за Юта фон Хабсбург († март 1329)
- Лудвиг VII († 23 – 24 април 1334), в орден в Ердлинген
- Фридрих I (* 1266, † 5 ноември 1311/3 март 1313), граф на Йотинген, женен пр. 2 февруари 1291 г. за Елизабет фон Дорнберг († 1309/1311)
- София († сл. 30 януари 1311), омъжена пр. 29 април 1291 г. за граф Гебхард VI фон Хиршберг († 1305)
- Елизабет († сл. 30 януари 1333), омъжена на 1 май 1313 г. за Конрад фон Хоенлое-Вайкерсхайм (* ок. 1270, † 1329), син на Крафт I фон Хоенлое-Вайкерсхайм († 1312) и Вилиберг фон Вертхайм († 1279)
- Конрад († ок. 2 юни 1324), провост в „Св. Гумперт“ в Ансбах-Фойхтванген
- Фридрих († сл. 4 юни 1319), архидякон във Вюрцбург

Лудвиг V фон Йотинген се жени втори път за неизвестна.